# La Bocca
La Bocca is een aan zee gelegen wijk van de Zuid-Franse stad Cannes, ten westen van het centrum.
Aan de kust ligt het kleine rangeerstation van Cannes.
In La Bocca ligt ook de luchthaven van Cannes voor zweefvliegtuigen, privéjets en helikopters.
Nabij de afslag van de A8 is een grote boulevard met allerlei winkels.